# Vasco Bensaúde
Vasco Elias Bensaude, mais conhecido como Vasco Bensaude OC • GOB • GOMAI • ComMAI (Lisboa, 1896/1897 – Ponta Delgada, 5 de Agosto de 1967), foi um empresário, capitalista e filantropo português, filho do historiador Joaquim Bensaude e de sua mulher Cecília.

## Biografia

### Carreira profissional
Foi educado na Grã-Bretanha e Irlanda.
Impulsionador da Sociedade de Turismo Terra Nostra, de Ponta Delgada, e um dos seus Directores, foi o responsável pela construção do Hotel Terra Nostra na Ilha de São Miguel, que foi o primeiro hotel de turismo no arquipélago. Posteriormente, comprou e restaurou o Parque das Furnas, e instalou o Hotel de S. Pedro, em Ponta Delgada. Foi, igualmente, um dos principais impulsionadores da fundação da Sociedade Açoriana de Estudos Aéreos.
Foi Sócio Gerente da Bensaude & C.ª, L.da, firma a que estavam confiadas as gerências das sociedades Empresa Industrial de Conservas Pocker, Lda, Fiação e Tecelagem Micaelense, Lda, Roça Jou, Lda e União das Fábricas Açorianas de Álcool, e foi Parceiro e Gerente da Empresa Insulana de Navegação e da Parceria Geral de Pescarias.
Foi Presidente da Direcção da modelar Maternidade Abraão Bensaude, de Lisboa, fundada pela benemérita D. Emília Bensaude.

### Condecorações
- Oficial da Ordem Militar de Cristo de Portugal (18 de Outubro de 1928)[4]
- Grande-Oficial da Ordem Civil do Mérito Agrícola e Industrial Classe Industrial de Portugal (27 de Novembro de 1930)[4]
- Grande-Oficial da Ordem de Benemerência de Portugal (19 de Novembro de 1941)[4]
- Comendador da Ordem Civil do Mérito Agrícola e Industrial Classe Agrícola de Portugal (5 de Julho de 1960)[5]